# كارل بوتشر
كان كارل بوتشر (25 أكتوبر 1889 - 21 أكتوبر 1973) جنرالًا ألمانيًا في الفيرماخت خلال الحرب العالمية الثانية وقد تولى قيادة عدة فرق. حصل على وسام الفارس الصليبي الحديدي.
خدم بوتشر في الفيلق الأفريقي تحت قيادة إرفين رومل حيث قاد فوجًا مدفعيًا. وفي وقت لاحق صار بوتشر قائد فرقة بانزر 21. لقد استسلم بوتشر للحلفاء الغربيين في عام 1945 وظل معتقلًا حتى عام 1947.

## الجوائز والأوسمة
- الصليب الحديدي (1914) الدرجة الثانية (نوفمبر 1914) والدرجة الأولى (يوليو 1916)[1]
- فريدريكسكروس (27 يناير 1916)[1]
- صليب الشرف في الحرب العالمية 1914/1918 (1 يناير 1935)[1]
- وسام الفيرماخت للخدمة الطويلة من الدرجة الأولى (2 أكتوبر 1936) [1]
- ميدالية ميميل (10 ديسمبر 1939)[1]
- مشبك الصليب الحديدي (1939) الدرجة الثانية (5 يونيو 1940) & الدرجة الأولى (15 نوفمبر 1940)[1]
- وسام الفارس الصليبي الحديدي في 13 ديسمبر 1941 كرائد جنرال وقائد فرقة بانزر الحادية والعشرين[2]
- وسام سافوي العسكري الإيطالي (14 يناير 1942)[1]

### اقتباسات
1. 1 2 3 4 5 6 7  Wegmann 2004.
2. ↑  Scherzer 2007.

### قائمة المراجع
- Scherzer, Veit (2007). Die Ritterkreuzträger 1939–1945 Die Inhaber des Ritterkreuzes des Eisernen Kreuzes 1939 von Heer, Luftwaffe, Kriegsmarine, Waffen-SS, Volkssturm sowie mit Deutschland verbündeter Streitkräfte nach den Unterlagen des Bundesarchives [The Knight's Cross Bearers 1939–1945 The Holders of the Knight's Cross of the Iron Cross 1939 by Army, Air Force, Navy, Waffen-SS, Volkssturm and Allied Forces with Germany According to the Documents of the Federal Archives] (بالألمانية). Jena, Germany: Scherzers Militaer-Verlag. ISBN:978-3-938845-17-2.
- Wegmann, Günter (2004). Die Ritterkreuzträger der Deutschen Wehrmacht 1939–1945 Teil VIIIa: Panzertruppe Band 1: A–E [The Knight's Cross Bearers of the German Wehrmacht 1939–1945 Part VIIIa: Panzer Force Volume 1: A–E] (بالألمانية). Bissendorf, Germany: Biblio-Verlag. ISBN:978-3-7648-2322-1.